# Лякомб, Виржиль
Виржиль Лякомб (фр. Virgile Lacombe, род. 7 июля 1984 года, Бру-сюр-Шантерен) — французский регбист, выступавший на позиции хукера.

## Карьера
Лякомб начал профессиональную карьеру в «Ниме», откуда в 1999 году перешёл в «Тулузу». Игрок провёл за «Тулузу» 131 игру в течение 7 лет, дважды стал победителем Топ 14 (2007-08, 2010-11) и дважды — Кубка Хейнекен (2004-05, 2010-11). В сезоне 2011-12 Лякомб перешёл в «Брив Коррез», однако в следующем сезоне вернулся в «Тулузу», чтобы заменить травмированного Джабу Брегвадзе.
В 2013 году игрок присоединился к «Саутерн Кингз», которые должны были провести свой первый сезон в Супер Регби и был заявлен в состав для игр против «Крусейдерс», «Харрикейнз», «Брамбиз» и «Мельбурн Ребелс», однако затем был отозван, так как «Кингз» выпустили в матче с «Чифс» более двух иностранцев. Вместо этого Лякомб был заявлен за «Истерн Провинс», где провел 3 матча в Кубке Водаком.
Летом 2013 года игрок подписал контракт с «Расинг Метро 92» и провел в сезоне 2013/14 32 игры, занеся 4 попытки. К окончанию сезона 2016/2017 сыграл 105 матчей и набрал 35 очков благодаря 7 попыткам. В 2017—2019 годах играл за «Лион», после чего завершил игровую карьеру. С 2019 года — тренер молодёжного состава «Тулузы».

## Достижения
- Чемпион Франции: 2008, 2011, 2016
- Обладатель Кубка Хейнекен: 2005, 2011
- Чемпион Франции среди кадетов: 2000